# Ковжа (приток Выга)
Ковжа — река в России, протекает в Медвежьегорском районе Карелии. Длина — 17 км. Устье реки находится в 72 км по правому берегу реки Выг.

## Данные водного реестра
По данным государственного водного реестра России относится к Баренцево-Беломорскому бассейновому округу, водохозяйственный участок реки — бассейн озера Выгозеро до Выгозерского гидроузла, без реки Сегежа до Сегозерского гидроузла. Речной бассейн реки — бассейны рек Кольского полуострова и Карелии, впадает в Белое море.